# USS Ringgold (DD-89)
USS Ringgold (DD-89) là một tàu khu trục thuộc lớp Wickes của Hải quân Hoa Kỳ trong giai đoạn Chiến tranh Thế giới thứ nhất, và sang đầu Chiến tranh Thế giới thứ hai được chuyển cho Hải quân Hoàng gia Anh như là chiếc HMS Newark. Nó là chiếc tàu chiến đầu tiên của Hải quân Hoa Kỳ được đặt tên theo Chuẩn đô đốc Cadwalader Ringgold.

## Thiết kế và chế tạo
Ringgold được đặt lườn vào ngày 20 tháng 10 năm 1917 tại xưởng tàu của hãng Union Iron Works ở San Francisco, California. Nó được hạ thủy vào ngày 14 tháng 4 năm 1918, được đỡ đầu bởi Bà David W. Farquhar, và được đưa ra hoạt động vào ngày 14 tháng 11 năm 1918 tại Xưởng hải quân Mare Island dưới quyền chỉ huy của Hạm trưởng, Trung tá Hải quân Louis P. Davis.

## Lịch sử hoạt động

### USSRinggold
Ringgold rời Xưởng hải quân Mare Island ngày 18 tháng 11 năm 1918 để gia nhập Lực lượng Khu trục trực thuộc Hạm đội Đại Tây Dương. Sau khi băng qua kênh đào Panama, nó ghé qua vịnh Guantánamo, Cuba trước khi đi đến Hampton Roads, Virginia vào ngày 5 tháng 12 năm 1918. Nó hoạt động dọc theo bờ Đông Hoa Kỳ, chủ yếu ngoài khơi Newport, Rhode Island, cho đến năm 1922. Ringgold đi vào Xưởng hải quân Philadelphia ngày 5 tháng 4 năm 1922, nơi nó được cho xuất biên chế ngày 17 tháng 6 năm 1922 và được đưa về lực lượng dự bị.

### HMSNewark
Sau khi bị bỏ không gần hai thập niên, Ringgold được cho nhập biên chế trở lại vào ngày 23 tháng 8 năm 1940, chuẩn bị để được chuyển cho Anh Quốc cùng với 49 tàu khu trục khác như một phần của Thỏa thuận đổi tàu khu trục lấy căn cứ. Ringgold được chính thức bàn giao cho Anh vào ngày 26 tháng 11 năm 1940 tại Halifax, Nova Scotia, và được đổi tên thành HMS Newark nhằm vinh danh các thị trấn cùng tên ở cả Anh lẫn Mỹ. Nó được rút khỏi danh sách Đăng bạ Hải quân Hoa Kỳ ngày 8 tháng 1 năm 1941.
Mặc dù thoạt tiên có một thủy thủ đoàn chăm sóc và bảo trì của Hải quân Hoàng gia Canada, nó lại được nhập biên chế cùng Hải quân Hoàng gia Anh vào ngày 5 tháng 12 năm 1940, dưới quyền chỉ huy của Thiếu tá Hải quân R. H. W. Atkins.
Newark bị hư hại do tai nạn va chạm với chiếc Newmarket vào ngày 9 tháng 12 năm 1940, bị buộc phải sửa chữa khiến làm trì hoãn thời gian đi đến vùng biển Anh. Nó rời Halifax ngày 4 tháng 2 năm 1941 cùng với chiếc Wells, rồi lại gặp một cơn cuồng phong lớn khiến động cơ gặp trục trặc. Được kéo quay trở lại Halifax, Newark lại khởi hành vào ngày 26 tháng 2 năm 1941, đi đến Belfast, Bắc Ireland vào ngày 5 tháng 3, và đến Plymouth, Anh Quốc vào ngày 9 tháng 3 năm 1941.
Được phân về Đội khu trục 17, Newark tham gia nhiệm vụ hộ tống cho hoạt động của Đội rải mìn một trong vùng biển Ireland và hoạt động vận chuyển tại Iceland. Nó chịu đựng hư hại nhẹ do bom trong một cuộc không kích xuống Belfast vào đêm 4–5 tháng 5 năm 1941, hoạt động trở lại vào tháng 8 năm đó. Đang khi di chuyển cùng với Southern Prince vào ngày 25 tháng 8 năm 1941, Newark trúng phải một quả ngư lôi vào lườn tàu phía trước, và phải được hộ tống quay trở lại Belfast. Trong khi sửa chữa, Newark đồng thời cũng được cải biến tối ưu cho nhiệm vụ hộ tống tàu buôn bằng cách tháo dỡ ba trong số các khẩu pháo 4 in (100 mm)/50 caliber và một trong số các dàn ống phóng ngư lôi ba nòng để giảm bớt trọng lượng bên trên, lấy chỗ chứa thêm mìn sâu và trang bị một dàn hedgehog (súng cối chống tàu ngầm).
Hoàn tất việc sửa chữa vào đầu tháng 5 năm 1942, Newark gia nhập trở lại Đội khu trục 17. Nó dường như đã gây hư hại một tàu ngầm Đức vào ngày 31 tháng 5 năm 1942 trong khi di chuyển về phía Nam Iceland và đã hỗ trợ cho chiếc Castleton trong việc cứu vớt những người sống sót từ chiếc tàu ngầm Đức U-464 vào ngày 20 tháng 8 năm 1942.
Newark được chuyển cho Lực lượng Hộ tống Rosyth vào năm 1944, hoạt động tại Bắc Hải và vùng biển phía Bắc quần đảo Anh Quốc trong vai trò tuần tra chống tàu ngầm. Đến tháng 1 năm 1945, nó trở thành một tàu mục tiêu cho máy bay theo mệnh lệnh của Chuẩn đô đốc Căn cứ Không lực Bắc. Newark bị tháo dỡ tại Bo’ness vào ngày 18 tháng 2 năm 1947.